# Porsche 804
Chronologie des modèles (1962)
Porsche 787 Aucun
La Porsche 804 est une monoplace de Formule 1 engagée par l'écurie allemande Porsche System Engineering dans le cadre du championnat du monde de Formule 1 1962. Elle est pilotée par le Suédois Joakim Bonnier et les Américains Dan Gurney et Phil Hill

## Développement
La FIA a modifié le règlement pour la saison 1961 de Formule 1. La cylindrée était limitée à 1,5 litre comme en Formule 2. Ce changement a permis à Porsche d’utiliser ses précédentes voitures de Formule 2 en Formule 1 avec presque aucun changement, mais seulement des modifications mineures. En 1961, il est cependant rapidement devenu évident que la 787, développée à partir de la Porsche 718, était inférieure à la concurrence en termes de performances du moteur et de maniabilité.
Porsche a décidé de construire une voiture de course de formule 1 entièrement nouvelle et compétitive avec un moteur huit cylindres. Ferdinand Alexander Porsche et Hubert Mimler ont conçu la voiture portant le numéro interne 804. Le nouveau moteur, utilisé pour la première fois lors du Grand Prix automobile des Pays-Bas de 1962, a été développé par Hans Mezger.
L’équipe d’usine a remporté un total de deux victoires en Formule 1 et plusieurs arrivées dans les points avec la 804. Après la saison 1962, Porsche se retire de la Formule 1 et arrête tout développement dans le sport automobile de formule pendant environ 20 ans.
Ce n’est que dans les années 1980 que Porsche revient en Formule 1 en tant que fournisseur de moteurs pour l’écurie de course britannique McLaren et remporte les titres de champion du monde avec l’équipe de 1984 à 1986. Après une pause de cinq ans, Porsche a tenté en vain en 1991 de répéter les succès précédents avec l’équipe Arrows en utilisant un nouveau moteur.

## Caractéristiques du véhicule

### Cadre et carrosserie
Comme la Porsche 787, la 804 avait un cadre tubulaire en acier et une carrosserie en aluminium. Extérieurement, cependant, les deux véhicules différaient malgré la même structure. La carrosserie de la 804 était plus étroite, plus basse et plus lisse que celle de sa prédécesseur. Cela a été réalisé, entre autres, à l’arrière par la roue de ventilateur horizontale située au-dessus du moteur central. Dans le moteur quatre cylindres Fuhrmann, le ventilateur axial élevé était situé au milieu au-dessus du moteur.
Les réservoirs de carburant en aluminium avaient une capacité de 150 litres et ils étaient situés à l’avant du véhicule et sur les deux côtés à côté du siège conducteur. L’habitacle était étroit et contenait, outre le siège conducteur, un volant amovible, le levier de vitesses et les pédales. Un tachymètre au milieu du tableau de bord ainsi que des indicateurs de pression et de température d’huile fournissaient au conducteur les informations les plus nécessaires.
Le poids de la voiture de course était d’environ 455 kg, juste au-dessus du poids minimum réglementé de 450 kg,.

### Châssis
Les roues avant et arrière étaient suspendues individuellement sur des doubles triangles de longueur inégale. À l’avant, la suspension ne comportait initialement qu’une seule jambe de force longitudinale inférieure, et le bras arrière du triangle de suspension était conçu comme tel; Après la première course, une jambe de force longitudinale supérieure a été ajoutée. Pour la suspension, des barres de torsion longitudinales et des amortisseurs disposés dans le cadre ont été montés à l’avant et à l’arrière.
Pour la première fois, Porsche a installé un système de freinage à disque sur une voiture de course de Formule 1, qui était déjà standard sur les véhicules anglais. Ce système de freinage est un développement exclusif de Porsche. La voiture roulait sur des roues de 15 pouces avec des pneus 5.00-15 R à l’avant et des pneus 6.50-15 R à l’arrière.

### Moteur et transmission
Lors du développement de la 804, le moteur huit cylindres n’était pas encore terminé, donc le moteur quatre cylindres Boxer Type 547/6 de 1,5 litre refroidi par air de la 787 était initialement installé dans la voiture pour les essais routiers. Ce moteur dit Michael May était basé sur le moteur "Fuhrmann" avec lubrification à carter sec et deux arbres verticaux qui entraînaient deux arbres à cames en tête par banc de cylindres. Le moteur May avait un taux de compression de 10,3:1 et produisait une puissance maximale de 140 kW (190 ch) à un régime de 8 000 tr/min.
Avec l’achèvement du nouveau moteur huit cylindres Boxer Type 753 de 1,5 litre refroidi par air, le moteur quatre cylindres a été remplacé. Le carter, les cylindres et les pistons étaient en métal léger. Pour chaque rangée de cylindres, deux arbres à cames en tête avec entraînement par arbre vertical prenaient en charge la commande des soupapes.
Le moteur était équipé d’un système de lubrification à carter sec avec un réservoir d’huile séparé et d’un allumage par batterie Bosch, conçu comme un double allumage avec quatre bobine d'allumage et deux distributeurs. Le mélange était préparé par quatre carburateurs Weber à double tirage.
Avec un taux de compression de 10,0:1, le moteur produisait 132 kW (180 ch) à 9 200 tr/min. Avec la transmission manuelle à six vitesses améliorée de la 718 et le différentiel à glissement limité ZF, la voiture atteignait une vitesse de pointe de 270 km/h.

## Palmarès
Prévue pour remplacer les Porsche 718 et Porsche 787 en Formule 1, la voiture ne participe qu'à une saison à l'issue de laquelle Porsche se retire de la compétition.
La première course de la Porsche 804 fut le Grand Prix des Pays-Bas le 20 mai 1962 à Zandvoort. Dan Gurney s’est élancé de la huitième place, Joakim Bonnier de la 13ème place. Dès le départ, Gurney s’est retrouvé en troisième position, mais il a abandonné au dixième tour en raison d’une panne de boîte de vitesses. Bonnier, dont la voiture n’a pas non plus fonctionné parfaitement, a terminé septième derrière Carel Godin de Beaufort, aidé par de nombreux abandons. De Beaufort conduisait la 718 de l’année précédente avec un moteur quatre cylindres.
Porsche participe au Grand Prix de Monaco le 3 juin 1962 avec une seule 804 pilotée par Dan Gurney. À l’entraînement, il a terminé cinquième. Une manœuvre surprenante de Willy Mairesse au départ a déclenché plusieurs collisions, qui ont également touché la voiture de Gurney : Trevor Taylor a percuté l’arrière de la 804, endommageant le châssis et forçant Gurney à abandonner. Bonnier, deuxième pilote d’usine Porsche, a terminé cinquième avec une 718 quatre cylindres.
La 804 fut mise en attente jusqu’au Grand Prix de France du 8 juillet 1962 à Rouen pour être améliorée selon les souhaits de Gurney. Une amélioration majeure a été le changement de la suspension arrière pour abaisser la voiture. Lors des essais, Gurney a terminé sixième et Bonnier neuvième. Durant la course, Porsche a bénéficié du fait que Ferrari n’a pas pris le départ en raison d’une grève des métallurgistes, que Jim Clark sur Lotus a abandonné au 33e tour et que Graham Hill sur B.R.M. a reculé en raison d’un défaut. La Porsche 804 et le pilote Dan Gurney offrent tout de même à Porsche sa première et unique victoire en Formule 1 comme constructeur lors du Grand Prix automobile de France 1962 sur le Circuit de Rouen-les-Essarts. Gurney a remporté la course avec une vitesse moyenne de 163,98 km/h et un tour devant Tony Maggs sur Cooper. Bonnier, qui occupait provisoirement la première place, a abandonné au 42e des 54 tours en raison d’un dommage à la pompe à essence.
Une semaine plus tard, lors du Grand Prix de Solitude, près de Stuttgart, hors Championnat du Monde, Dan Gurney a conduit la 804 vers une victoire de bout en bout; Bonnier a terminé deuxième. Le Grand Prix de Grande-Bretagne du 21 juillet à Aintree fut cependant décevant : Gurney termina neuvième avec un embrayage qui patinait, Bonnier abandonna à nouveau; cette fois avec un engrenage conique et une couronne défectueux.
Lors du Grand Prix automobile d'Allemagne, le 5 août, sur la Nordschleife du Nürburgring, Dan Gurney s’est élancé de la pole position, qu’il n’a réussi à défendre que jusqu’au troisième tour de course, qui a été perturbé par de fortes pluies. La raison de cette brève perte de puissance était que la batterie à l’avant du cockpit de la 804 s’était détachée et que le pilote avait dû la maintenir en place avec son pied. Malgré ce handicap, Gurney termine troisième derrière Graham Hill (B.R.M.) et John Surtees (Lola). Joakim Bonnier a terminé à la septième place.
Avant le Grand Prix d’Italie à Monza le 16 septembre, Bonnier a piloté la 804 à Karlskoga en Suède et dans la course de côte d’Ollon-Villars en Suisse, où il a établi un nouveau record avec une vitesse moyenne de 107,5 km/h. À Karlskoga, il a terminé troisième. Bonnier a terminé le Grand Prix de Monza à la sixième place après l’abandon de Gurney à la suite d'une panne de boîte de vitesses au 67e tour.
La dernière course de la Porsche 804 fut le Grand Prix des États-Unis le 7 octobre 1962 à Watkins Glen. Gurney est parti de la quatrième place et a terminé cinquième. Bonnier a endommagé sa voiture, est rentré aux stands deux fois pour des réparations et ne s’est pas qualifié.
Peu avant la fin de la saison, avant le Grand Prix automobile d'Afrique du Sud, Porsche a mis fin à ses activités en Formule 1. À la fin de la saison, le constructeur allemand se retire de la discipline, insatisfaite du changement de réglementation technique opéré à partir de 1963. Les raisons du retrait étaient l’approvisionnement coûteux en pièces spéciales pour la Formule 1 en provenance d’Angleterre, car il n’y avait pas de fournisseurs en Allemagne. De même, la technologie de la formule pouvait difficilement être transférée au développement de véhicules de série et utilisée commercialement. Porsche souhaitait à l’avenir concentrer entièrement son engagement en sport automobile sur les voitures GT et de sport proches de la production. De plus, Porsche était sur le point de reprendre les carrosseries Reutter, ce qui représentait un défi financier majeur, de sorte que le sport automobile de formule coûteux n’a pas été poursuivi plus loin.

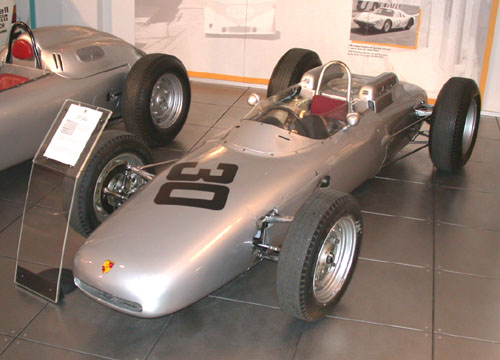
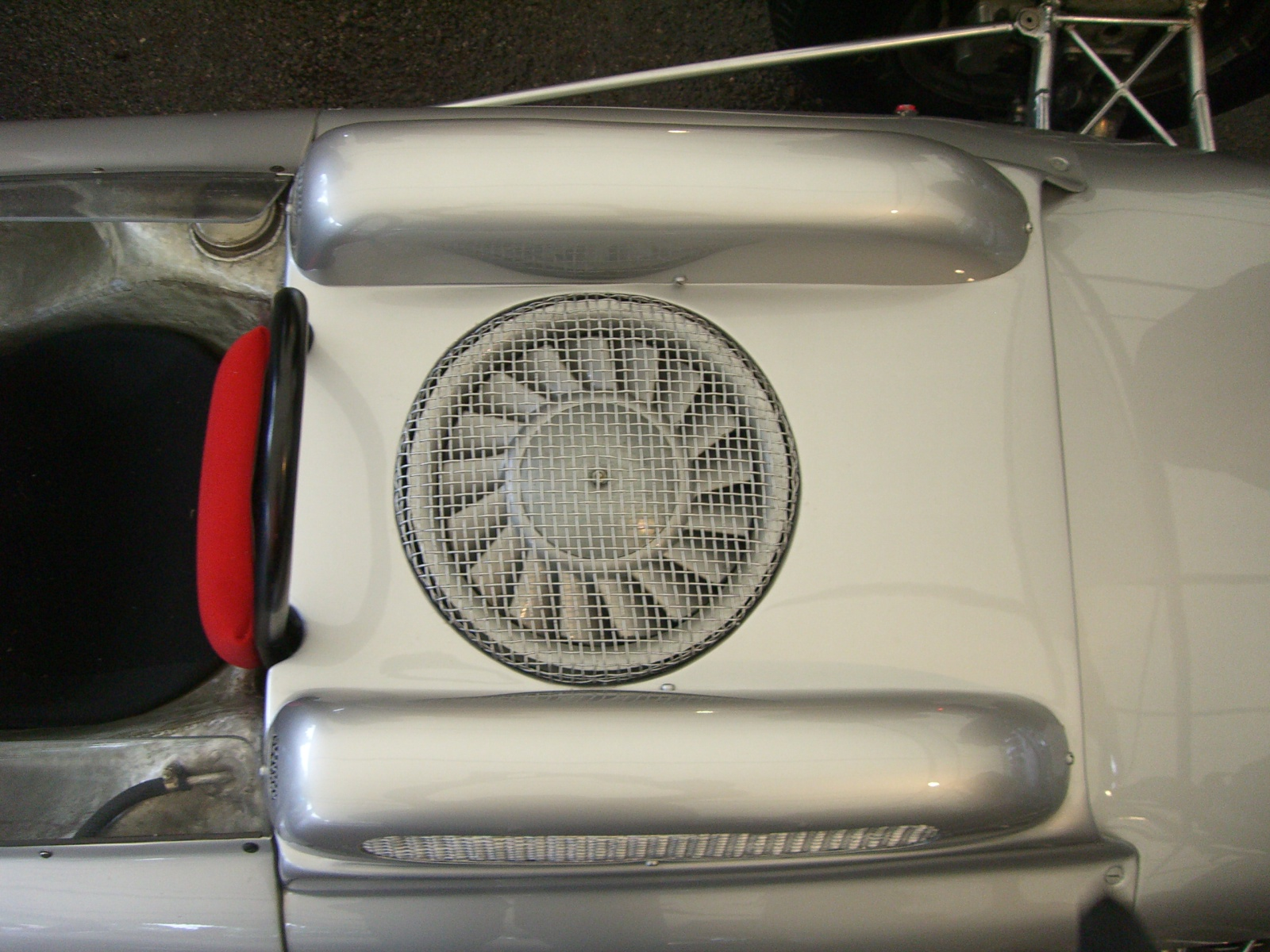
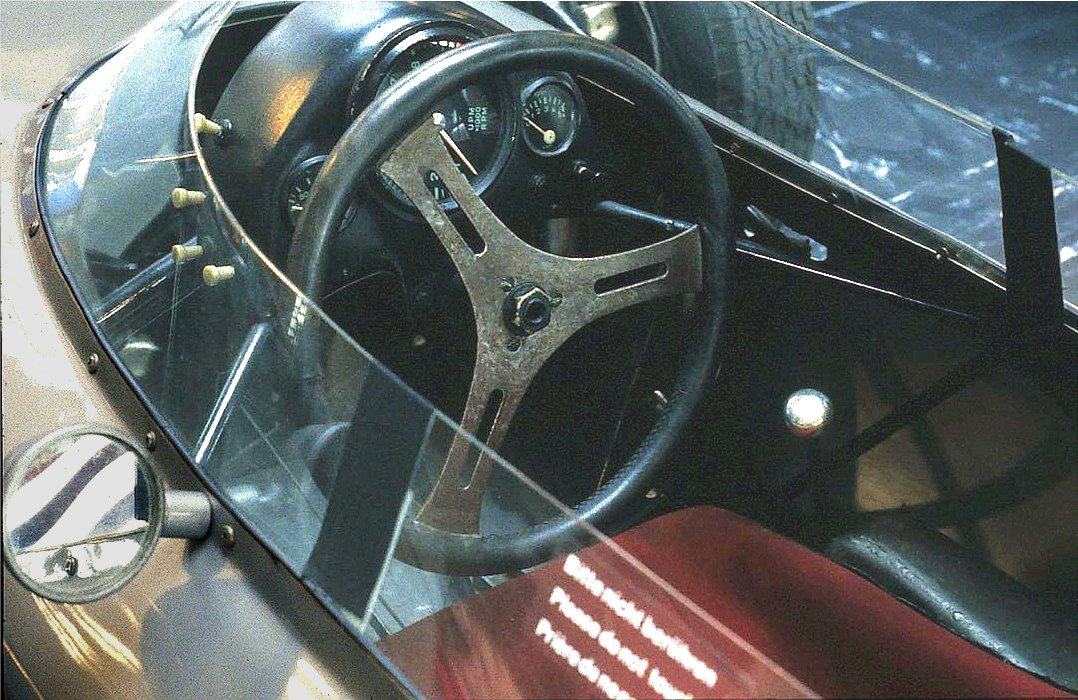
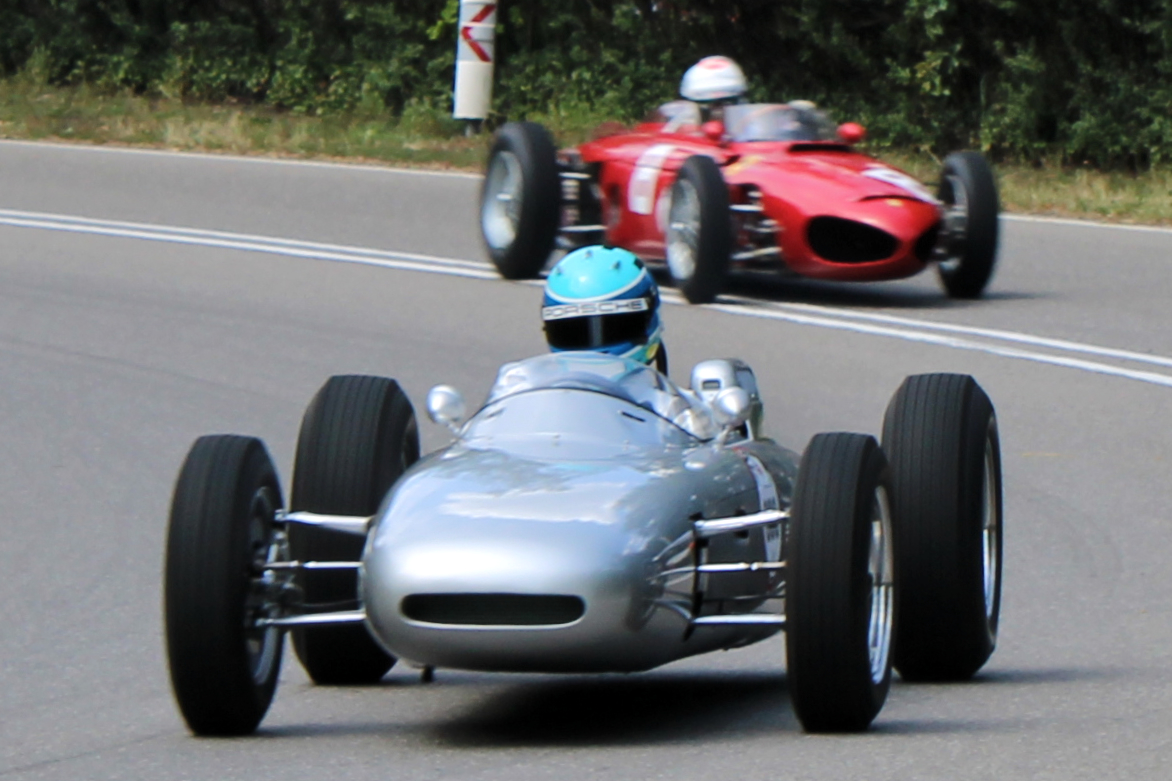
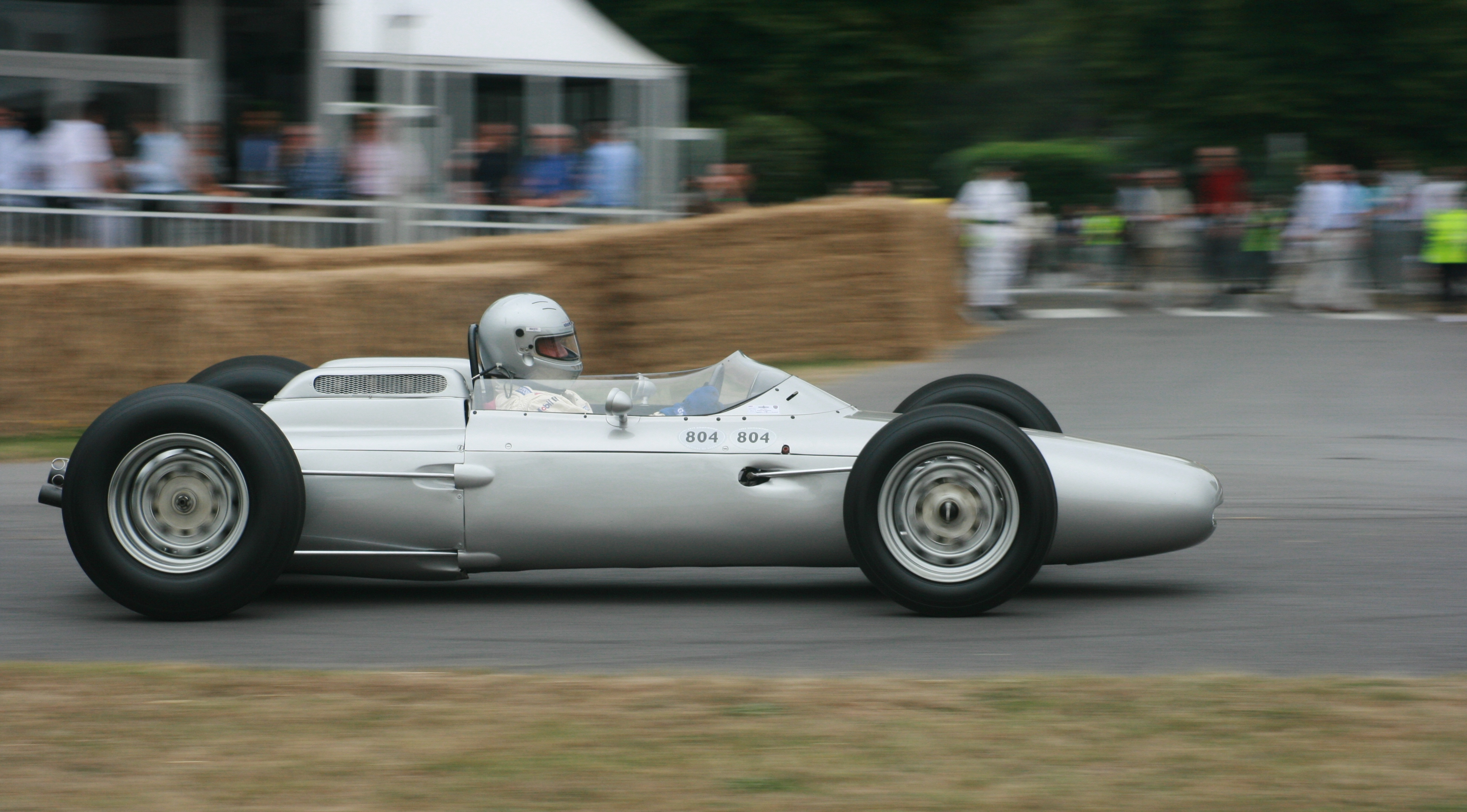

## Résultats en championnat du monde de Formule 1
| Saison | Écurie                     | Moteur         | Pneumatiques | Pilotes        | Courses | Courses | Courses | Courses | Courses | Courses | Courses | Courses | Courses | Points inscrits | Classement |
| Saison | Écurie                     | Moteur         | Pneumatiques | Pilotes        | 1       | 2       | 3       | 4       | 5       | 6       | 7       | 8       | 9       | Points inscrits | Classement |
| ------ | -------------------------- | -------------- | ------------ | -------------- | ------- | ------- | ------- | ------- | ------- | ------- | ------- | ------- | ------- | --------------- | ---------- |
| 1962   | Porsche System Engineering | Porsche 753 F8 | Dunlop       |                | P-B     | MON     | BEL     | FRA     | GBR     | ALL     | ITA     | USA     | AFS     | 18              | 5e         |
| 1962   | Porsche System Engineering | Porsche 753 F8 | Dunlop       | Joakim Bonnier | 7e      | 5e      | Forf    | 10e*    | Abd.    | 7e      | 6e      | 13e     |         | 18              | 5e         |
| 1962   | Porsche System Engineering | Porsche 753 F8 | Dunlop       | Dan Gurney     | Abd.    | Abd.    |         | 1er     | 9e      | 3e      | 13e     | 5e      |         | 18              | 5e         |
| 1962   | Porsche System Engineering | Porsche 753 F8 | Dunlop       | Phil Hill      |         |         |         |         |         |         |         | Np.     |         | 18              | 5e         |

Légende : ici 

* Le pilote n'a pas terminé le Grand Prix, mais est classé pour avoir effectué plus de 75 % de la distance de course.